# Ломув
Ломув (пол. Łomów) — село в Польщі, у гміні Заґурув Слупецького повіту Великопольського воєводства.
Населення — 212 осіб (2011).
У 1975-1998 роках село належало до Конінського воєводства.

## Демографія
Демографічна структура станом на 31 березня 2011 року:
|          | Загалом | Допрацездатний вік | Працездатний вік | Постпрацездатний вік |
| -------- | ------- | ------------------ | ---------------- | -------------------- |
| Чоловіки | 110     | 29                 | 71               | 10                   |
| Жінки    | 102     | 20                 | 55               | 27                   |
| Разом    | 212     | 49                 | 126              | 37                   |